# Пожега
Пóжега (хорв. Požega) — місто на сході Хорватії в західній Славонії, адміністративний центр Пожезько-Славонської жупанії. Центр Пожезької єпархії з 2008 р. З 1921 до 1991 р. місто називалося Славонська Пожега.

## Географія
Пожега розташована в розлогій Пожезькій долині (хорв. Požeška kotlina), оточеній овальним вінцем старих гір Псунь, Папук, Крндія, Діль і Пожешка Гора. Через свою родючість долина в давньоримську добу звалася «Золота долина». (лат. Vallis Aurea).

## Економіка
Промисловість міста представлено харчовою (шоколад, солодощі, напої), текстильною, металообробною (залізне литво, побутові прилади), деревообробною і меблевою галуззю, виробництвом будівельних матеріалів (цегла, черепиця), розвивається виноградарство, виноробство і садівництво, працює завод електронагрівачів.

## Населення
Населення громади за даними перепису 2011 року становило 26 248 осіб, 3 з яких назвали рідною українську мову. Населення самого поселення становило 19 506 осіб.
Динаміка чисельності населення громади:
Динаміка чисельності населення центру громади:

## Населені пункти
Крім поселення Пожега, до громади також входять:
- Алагинці
- Банковці
- Црквені Врховці
- Чосине Лазе
- Дервишага
- Доні Емовці
- Дршковці
- Емовацький Луг
- Голобрдці
- Горні Емовці
- Градські Врховці
- Комушина
- Кривай
- Куновці
- Лазе-Прнявор
- Мариндвор
- Михалєвці
- Нова Липа
- Нові Михалєвці
- Новий Штитняк
- Ново Село
- Сеоці
- Стара Липа
- Шеовці
- Шкрабутник
- Штитняк
- Турнич
- Угарці
- Васине Лазе
- Видовці

## Клімат
Середня річна температура становить 10,83 °C, середня максимальна — 24,88 °C, а середня мінімальна — -5,60 °C. Середня річна кількість опадів — 845 мм.
| Клімат поселення                              | Клімат поселення | Клімат поселення | Клімат поселення | Клімат поселення | Клімат поселення | Клімат поселення | Клімат поселення | Клімат поселення | Клімат поселення | Клімат поселення | Клімат поселення | Клімат поселення | Клімат поселення |
| Показник                                      | Січ.             | Лют.             | Бер.             | Квіт.            | Трав.            | Черв.            | Лип.             | Серп.            | Вер.             | Жовт.            | Лист.            | Груд.            |                  |
| Середній максимум, °C                         | 5,98             | 7,76             | 12,14            | 16,61            | 21,77            | 24,88            | 24,58            | 23,90            | 19,86            | 14,72            | 9,14             | 5,08             |                  |
| Середня температура, °C                       | 0,19             | 1,97             | 6,33             | 10,83            | 15,98            | 19,09            | 20,96            | 20,28            | 16,23            | 11,10            | 5,53             | 1,46             |                  |
| Середній мінімум, °C                          | −5,6             | −3,82            | 0,55             | 5,02             | 10,17            | 13,30            | 17,35            | 16,66            | 12,61            | 7,48             | 1,90             | −2,17            |                  |
| Норма опадів, мм                              | 52               | 51               | 54               | 66               | 79               | 102              | 77               | 76               | 64               | 74               | 83               | 67               |                  |
| Середньомісячна швидкість вітру, м/с          | 1.94             | 2.20             | 2.48             | 2.41             | 2.17             | 2.00             | 1.93             | 1.80             | 1.81             | 1.87             | 1.96             | 2.01             |                  |
| Середньомісячна сонячна радіація, кДж/м²·день | 4370             | 7091             | 10904            | 15289            | 19232            | 21345            | 22248            | 20097            | 14901            | 9301             | 4946             | 3661             |                  |
| --------------------------------------------- | ---------------- | ---------------- | ---------------- | ---------------- | ---------------- | ---------------- | ---------------- | ---------------- | ---------------- | ---------------- | ---------------- | ---------------- | ---------------- |
| Джерело:                                      |                  |                  |                  |                  |                  |                  |                  |                  |                  |                  |                  |                  |                  |

## Культурні події
У Пожезі щороку в травні з 1993 року проводиться Хорватський кінофестиваль однохвилинних фільмів. На початку вересня кожного року відбувається музичний фестиваль «Золоті струни Славонії».

## Визначні місця
Однією з пам'яток міста є Собор святої Терези Авільської, що зводився з 1756 до 1759 р. за проєктом архітекторів зі Штирії Йозефа Гоффера і Йоганна Фукса і який було освячено 1763 р.

## Уродженці
- Фрідріх Саломон Краусс (1859—1938) — австрійський етнограф, фольклорист і славіст.
- Твртко Яковина (* 1972) — хорватський історик, політичний радник.